# Conceição e Cabanas de Tavira
Conceição e Cabanas de Tavira (oficialmente: União das Freguesias de Conceição e Cabanas de Tavira) é uma freguesia portuguesa do município de Tavira, com 69,44 km² de área e 3428 habitantes (censo de 2021). A sua densidade populacional é 49,4 hab./km².

## História
Esta freguesia foi criada em 2013, e resultou da união das anteriores freguesias de Conceição e Cabanas. A sua área coincide com a da histórica freguesia da Conceição de Tavira anterior a 1997, quando foi constituída a freguesia de Cabanas.

## Demografia
A população registada nos censos foi:
| Distribuição da População por Grupos Etários | Distribuição da População por Grupos Etários | Distribuição da População por Grupos Etários | Distribuição da População por Grupos Etários | Distribuição da População por Grupos Etários | Distribuição da População por Grupos Etários |
| -------------------------------------------- | -------------------------------------------- | -------------------------------------------- | -------------------------------------------- | -------------------------------------------- | -------------------------------------------- |
| Antes da agregação                           |                                              |                                              |                                              |                                              |                                              |
| Ano                                          | 0-14 anos                                    | 15-24 anos                                   | 25-64 anos                                   | >= 65 anos                                   | Total                                        |
| 2001                                         | 285                                          | 299                                          | 1382                                         | 550                                          | 2516                                         |
| 2011                                         | 269                                          | 207                                          | 1420                                         | 623                                          | 2519                                         |
| Após a agregação                             |                                              |                                              |                                              |                                              |                                              |
| Ano                                          | 0-14 anos                                    | 15-24 anos                                   | 25-64 anos                                   | >= 65 anos                                   | Total                                        |
| 2021                                         | 327                                          | 243                                          | 1762                                         | 1096                                         | 3428                                         |

## História
A área desta freguesia coincide aproximadamente com os terrenos atribuídos por Afonso III com o nome do Gomeira à ordem de Santiago em 1272.

## Património
- Igreja Paroquial
- Ponte velha do Almargem
- Forte de São João da Barra

## Topónimos[6]
- Alhos
- Almargem
- Alvisquer
- Baleeira
- Barroca
- Barroquinha
- Bemparece
- Benamor
- Berbéria
- Canada
- Cabanas
- Carapeto
- Carrapateira
- Cativa
- Corte António Martins
- Daroeira
- Eirões
- Ebros
- Estorninhos
- Gomeira
- Ilha de Cabanas
- Mato da Ordem
- Morgado
- Solteiras
- Valongo